# اینتربریف
اینتربریف (انگلیسی: Interbrew) شرکت نوشیدنی هلندی است، که در سال ۱۹۸۸ تأسیس شد و هم‌اکنون زیرمجموعه‌ای از شرکت انهایزر-بوش اینبیف می‌باشد.